# Telenomus punctiventris
Telenomus punctiventris är en stekelart som beskrevs av Thomson 1861. Telenomus punctiventris ingår i släktet Telenomus, och familjen gallmyggesteklar. Arten är reproducerande i Sverige.